# Vertigo (revue)
Pour les articles homonymes, voir Vertigo.
 (mars 2012).
Vertigo est une revue de cinéma fondée en 1987 par Christian-Marc Bosséno et Jacques Gerstenkorn. Le dernier numéro, le no 48, est paru en décembre 2015.

## Histoire
En 1987, Christian-Marc Bosséno et Jacques Gerstenkorn fondent à l'École normale supérieure Vertigo, qui fait suite à la revue Avancées cinématographiques,. Cette dernière édite Vertigo jusqu'au numéro dix de 1987 à 1993. Pour Georges Dupré, la revue se démarque des « revues à la mode » comme Première et s'inscrit dans la lignée des « revues de cinéma d'analyse » sans toutefois préciser lesquelles. Pour lui, la revue pratique « l'analyse de textes plus que d’images ». Michel Ciment salue dans Positif la sortie du premier numéro de la revue qu'il considère comme essentiellement théorique. Il apprécie la variété des approches et des plumes, ainsi qu'un entretien d'Alain Resnais. Pour le critique, « chaque livraison [d'un numéro est] un petit événement par le thème choisi, la qualité de la réflexion, l'élégance classique de la mise en pages ». Michel Ciment rapporte aussi l'intérêt que suscite la revue auprès de Raymond Bellour pour la revue Magazine Littéraire, notamment grâce à la publication du texte de Christian Metz « L'énonciation impersonnelle ou le site du film ».
Pour le critique de Positif Gilles Ciment, la revue « décidément la plus passionnante entreprise critique et historique depuis fort longtemps » à l'occasion de la sortie du 5e numéro consacré à la gastronomie.
En 1994 la revue est éditée aux éditions Jean-Michel Place, jusqu'en 2001 avant d'être récupérée de 2002 à 2006 par les éditions Images en Manœuvre. D'après le site de la revue, cette période marquerait un remaniement de la ligne ainsi qu'une périodicité quadrimestrielle plus régulière,. En 2006 les éditions Capricci deviennent l'éditeur de la revue avant qu'elle ne soit finalement distribuée à partir de 2010 par les Nouvelles Éditions Lignes,.
En décembre 2015 la revue interrompt sa publication à cause des faibles volumes de ventes et d'abonnements. Cette interruption se voulait temporaire, cependant le numéro 48 de décembre 2015 est le dernier numéro de la revue.

## Présentation

### Ligne éditoriale
Vertigo poursuivait un chantier de réflexion concevant le cinéma comme lieu privilégié d’inscription et d’interprétation du monde contemporain. Chaque numéro se découpait en deux parties :
- Une partie centrale qui s’organisait autour d’un thème, permettant de déplier les implications esthétiques et politiques des films. L’analyse critique des formes se conjuguait à un questionnement sur la praxis, via des entretiens avec les cinéastes.
- Une partie plus resserrée, dédiée à un cinéaste ou un film dont la valeur méritait un espace de visibilité qui ne leur avait pas toujours été accordé.

### Comité de rédaction
La revue était animée et conçue par un comité de rédaction composé de bénévoles, provenant de milieux et d’horizons divers (critiques, universitaires, cinéastes).
Membres historiques :
- Hervé Aubron, Jean Breschand, Anthony Brinig, Fabienne Costa, Michaël Dacheux, Fabienne Duszynski, Catherine Ermakoff, Emeric de Lastens, Frédéric Majour, Stéphane du Mesnildot, Jun Fujita, Cyril Neyrat, Marcos Uzal.

## Liste des numéros parus
- Avancées cinématographiques
  - no 1 : Le Cinéma au miroir
  - no 2 : Lettres de cinéma
  - no 3 : L’Infilmable
  - no 4 : Les Ecrans de la révolution
  - no 5 : Le Cinéma à table
  - no 6-7 : Rhétoriques
  - no 8 : Plans d’eau
  - no 9 : Excès de vitesse
  - no 10 : Le Siècle du spectateur
- Jean-Michel Place
  - no 11-12 : La Disparition
  - no 13 : Le Pouvoir incarné
  - no 14 : Féminin/masculin
  - no 15 : Le Corps exposé
  - no 16 : Face à l’histoire
  - no 17 : Lector in cinéma
  - no 18 : Le Lointain
  - no 19 : Animal
  - no 20 : Le Bordel
  - no 21 : Le Lien
  - no 22 : De Dos
- Images en Manœuvres
  - n° HS : Changements d’identité
  - no 23 : Où sont passées les couleurs ?
  - no 24 : Le Steadicam a-t-il une âme ?
  - n° HS : La Maison
  - no 25 : Le cinéma peut-il se visiter ? +  Triple Agent
  - n° HS : Faits divers
  - no 26 : Voix off, qui nous parle ?
  - no 27 : Points d’écoute +  Guy Gilles
  - n° HS : Danses
- Capricci
  - no 28 : Le Silence
  - no 29 : La France
  - no 30 : Que fabriquent les Cinéastes ?
  - no 31 : Paysages
  - no 32 : Etats de Siège
  - no 33 : Personnages Contemporains+ Pierre Zucca
  - no 34 : Japon[18]
  - no 35 : Désertions
  - no 36 : Amériques[18]
- Nouvelles Éditions Lignes
  - no 37 : Le Peuple est là  + Serge Bozon
  - no 38 : Passages et ruptures[18] + Werner Schroeter
  - no 39 : Machins choses  + Adolfo Arrieta
  - no 40 : Idioties  + Mystères de Lisbonne
  - no 41 : Ne pas mourir  + Béla Tarr
  - no 42 : Apesanteurs + F.J. Ossang
  - no 43 : Fins de mondes + Mafrouza
  - no 44 : Les années 80 + Sion Sono
  - no 45 : L'empire de l'adolescence + Larry Clark
  - no 46 : Chris Marker
  - no 47 : Le politique: Annulation Persistances
  - no 48 : Images et visions mutantes + C.M. Bosséno